# Ben Tackie
Ben Tackie est un boxeur ghanéen né le 23 juillet 1973 à Accra.

## Carrière
Il devient champion d'Afrique des poids légers en 1995 puis champion d'Amérique du Nord NABF des super-légers le 10 août 2001 en battant aux points par décision majoritaire Ray Oliveira. Le 18 mai 2002, Tackie affronte Kostya Tszyu, champion du monde WBA, WBA et IBF des super welters mais s'incline aux points à l'unanimité des juges.

## Distinction
- Sa victoire au 10e round contre Roberto Garcia est élue KO de l'année en 2000 par Ring Magazine.